# 王新宪

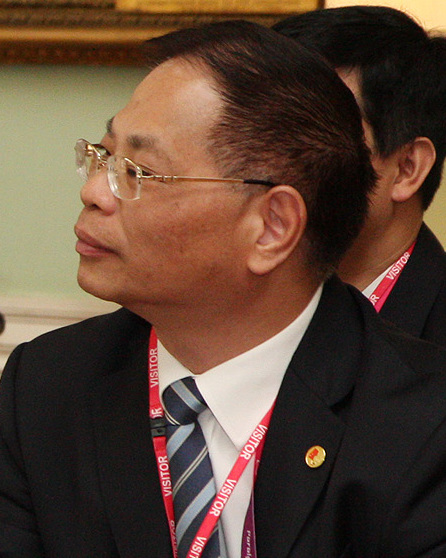
王新宪

王新宪（1954年11月—），山西沁县人，中华人民共和国政治人物。1975年10月加入中国共产党。华南师范大学政治教育系政治专业函授本科毕业，中央党校研究生院社会学专业研究生，高级经济师，肢体残疾。历任广州市残联副理事长、理事长、党组书记；广东省残联理事长、党组副书记等职。2003年9月当选中国残疾人联合会副主席，2008年11月当选残联第五届执行理事会理事长。中国共产党第十七届中央委员会候补委员，2008年10月递补为委员。2012年10月，第十八届中央委员。